# 藻苔屬
藻苔科（學名：Takakiaceae）在生物分类学上是苔藓植物门藻苔綱的一個科。藻苔科只有藻苔屬（學名：Takakia）一個屬，其下有兩個物種，來自北美洲西部及亞洲中、東部。長久以來，藻苔屬一直都處於地位未定，直至其胞子体被發現，才確認屬於苔蘚植物門。
本科及本屬的學名源自於日本植物學家高木典雄，因為他是最早發現藻苔屬植物的人。

## 下属物种
本属包括以下物种：
- 角叶藻苔 Takakia ceratophylla (Mitt.) Grolle
- 藻苔 Takakia lepidozioides S.Hatt. & Inoue

## 外部連結
維基物種上的相關：藻苔科
- J. R. Spence & W. B. Schofield. 2005. Bryophyte Flora of North America: Takakiaceae